# عمار عبد الحسين
عمار عبد الحسين أحمد الأسدي (مواليد 13 فبراير 1993 في البصرة، العراق) لاعب كرة قدم عراقي يلعب في مركز المهاجم الثاني وأحيانا باسم الجناح الأيسر لنادي الميناء في الدوري العراقي الممتاز.

## منتخب العراق
في 3 ديسمبر 2012 شارك عمار في أول مباراة دولية له كاملة ضد البحرين وديا وانتهت بالتعادل 0-0.

## طريقة اللعب
عمار دريبلير ماهر وصانع ألعاب ثابت المستوى حيث يركز على الاستحواذ على الكرة ودفع الفريق إلى الأمام.

## إحصايات دولية

### الأهداف الدولية مع منتخب العراق تحت 20 سنة
الأهداف صحيحة باستثناء المباريات الودية والبطولات غير المعترف بها مثل كأس العرب تحت 20 سنة.
| أهداف عمار عبد الحسين مع منتخب العراق تحت 20 سنة | أهداف عمار عبد الحسين مع منتخب العراق تحت 20 سنة | أهداف عمار عبد الحسين مع منتخب العراق تحت 20 سنة | أهداف عمار عبد الحسين مع منتخب العراق تحت 20 سنة | أهداف عمار عبد الحسين مع منتخب العراق تحت 20 سنة | أهداف عمار عبد الحسين مع منتخب العراق تحت 20 سنة | أهداف عمار عبد الحسين مع منتخب العراق تحت 20 سنة |
| #                                                | التاريخ                                          | الملعب                                           | الخصم                                            | التسجيل                                          | النتيجة                                          | المنافسة                                         |
| ------------------------------------------------ | ------------------------------------------------ | ------------------------------------------------ | ------------------------------------------------ | ------------------------------------------------ | ------------------------------------------------ | ------------------------------------------------ |
| 1                                                | 26 يونيو 2013                                    | ملعب جامعة البحر الأبيض المتوسط، أنطاليا، تركيا  | مصر                                              | 1–1                                              | 1-2                                              | كأس العالم لكرة القدم تحت 20 سنة 2013            |

### الأهداف الدولية مع منتخب العراق تحت 23 سنة
الأهداف صحيحة باستثناء المباريات الودية.
| أهداف عمار عبد الحسين مع منتخب العراق تحت 23 سنة | أهداف عمار عبد الحسين مع منتخب العراق تحت 23 سنة | أهداف عمار عبد الحسين مع منتخب العراق تحت 23 سنة | أهداف عمار عبد الحسين مع منتخب العراق تحت 23 سنة | أهداف عمار عبد الحسين مع منتخب العراق تحت 23 سنة | أهداف عمار عبد الحسين مع منتخب العراق تحت 23 سنة | أهداف عمار عبد الحسين مع منتخب العراق تحت 23 سنة |
| #                                                | التاريخ                                          | الملعب                                           | الخصم                                            | التسجيل                                          | النتيجة                                          | المنافسة                                         |
| ------------------------------------------------ | ------------------------------------------------ | ------------------------------------------------ | ------------------------------------------------ | ------------------------------------------------ | ------------------------------------------------ | ------------------------------------------------ |
| 1                                                | 25 يونيو 2012                                    | ملعب الشرطة السلطانية العمانية، مسقط، عمان       | الهند                                            | 2–0                                              | 2–1                                              | تصفيات بطولة آسيا تحت 22 لكرة القدم 2013         |
| 2                                                | 28 يونيو 2012                                    | ملعب الشرطة السلطانية العمانية، مسقط، عمان       | لبنان                                            | 2–1                                              | 5–1                                              | تصفيات بطولة آسيا تحت 22 لكرة القدم 2013         |

## الإنجازات

### الأندية

#### أربيل
- بطل الدوري العراقي الممتاز (1): 2011-12
- وصيف كأس الاتحاد الآسيوي (1): 2012

#### الشرطة
- بطل الدوري العراقي الممتاز (1): 2018-19

### المنتخبات

#### منتخب العراق تحت 20 سنة
- وصيف بطولة آسيا تحت 19 سنة لكرة القدم (1): 2012
- رابع كأس العالم تحت 20 سنة لكرة القدم (1): 2013

#### منتخب العراق
- وصيف بطولة اتحاد غرب آسيا لكرة القدم (1): 2012

## روابط خارجية
- عمار عبد الحسين على موقع ناشيونال فوتبول تيمز (الإنجليزية)
- عمار عبد الحسين على موقع كووورة
- عمار عبد الحسين على موقع أوليمبيديا (الإنجليزية)